# Faber Grand Prix
Eurocard Open foi o nome comercial dos seguintes torneios de tênis:
- WTA de Essen, em 1996.[1]
- WTA de Hanover, entre 1997 e 2000;[2]